# Souly
Souly (* Mai 1997; bürgerlich Luca Carlo Politano) ist ein deutscher Sänger und Rapper.

## Leben
Souly wuchs in Neuenkirchen im Münsterland auf. Er hat zum Teil italienische Wurzeln. Frühe musikalische Einflüsse waren italienische Musik, die er von seinem Vater kannte, aber auch Musik wie AC/DC. Er begann sich früh für Musik zu interessieren und lernte Akkordeon. Außerdem sang er in einem Gospelchor. Mit zwei Freunden performte er auf Hochzeiten Coversongs.
Nach der Schule studierte er an der Universität Osnabrück Psychologie. Dort lernte er die Hip-Hop-Szene kennen und begann erste Gehversuche als Rapper. Nach dem Studium zog er nach Berlin. Er begann Singles und Mixtapes über verschiedene Plattformen hochzuladen. Bei Groove Attack fand er einen Vertrieb für seine eigenproduzierte Musik. Musikalisch wendet er sich verstärkt dem Contemporary R&B und dem Trap zu. Häufig kollaboriert er mit den Produzenten Matt Mendo, Waterboutus, Stoopid Lou und Never Old Ben. Es folgten die EP/Mixtapes Engel fliegen (2021) und Teufel fallen (2022).
Am 31. März 2023 erschien sein Debütalbum Ich wünschte, es würd’ mich kümmern, auf dem unter anderem OG Keemo und Layla als Gäste zu hören sind. Am 30. Juni 2023 veröffentlichte er die Deluxe-Version des Albums mit drei neuen Liedern, diese Version des Albums erreichte Platz 31 der deutschen Albumcharts.

## Diskografie

### Alben
- 2023: Ich wünschte, es würd’ mich kümmern (Eigenproduktion/Groove Attack)
- 2024: Bossbaby Tape (Eigenproduktion/Groove Attack)
- 2025: traence (Eigenproduktion/Groove Attack)

### EPs
- 2019: Pretty Blizzard (Eigenproduktion)
- 2020: Tage im Westen (Eigenproduktion)
- 2020: Santa Souly Christmas Care (Eigenproduktion)
- 2021: Engel fliegen (mit Matt Mendo, Eigenproduktion)
- 2022: vday package (Eigenproduktion)
- 2022: Teufel fallen (Eigenproduktion)
- 2024: Bossbaby Tape (Eigenproduktion)

### Singles
- 2019: Pull Up
- 2019: Sean Diddy Combs Freestyle
- 2019: Blackberry (mit Vano Krathos)
- 2019: Paranoia
- 2019: Fanta Litschi
- 2020: Shotta
- 2020: Allein
- 2020: Stunna in Osiris Freestyle
- 2020: Kommen und gehen (mit Mo$art)
- 2020: Zewa Wipe
- 2020: All In
- 2020: Kein Lotto
- 2020: Block Baby
- 2021: Stars (mit Nugat)
- 2021: Gar nix
- 2021: Schneemann (mit Nugat & mrks)
- 2021: Scheinen
- 2021: Ich weiß (mit Nugat)
- 2021: Das erste mal
- 2022: Nowitzki Flow
- 2022: Meine Misere
- 2022: Taylor Swift Freestyle (mit Gianni Suave)
- 2022: Scherben (mit Loco Candy)
- 2022: Ich will auf Tour (mit Ahzumjot)
- 2022: Herbst
- 2022: Ich wünschte, es würd’ mich kümmern (mit The Cratez)
- 2023: Oh mein Gott (mit overshiaat)
- 2023: Woah
- 2023: Chrysanthemen (mit Layla)
- 2023: Ok Ok (mit Gianni Suave)
- 2023: Diamantstein
- 2023: Der Lehrer
- 2023: Tuana (mit Loco Candy)
- 2023: Schweden
- 2023: Deine Freundinnen
- 2023: Moneyfeen (mit Boondawg)
- 2023: Bundeswehr (#1 der deutschen Single-Trend-Charts am 27. September 2024[10])
- 2023: Hart gehen ohne Grund
- 2023: Sterne nehmen
- 2024: Theorie und Praxis (mit Makko; #8 der deutschen Single-Trend-Charts am 15. März 2024[11])
- 2024: Warum immer ich (mit Domiziana; #11 der deutschen Single-Trend-Charts am 3. Mai 2024[12])
- 2024: maybach / wzf (Producersingle von oddworld)
- 2025: Peak
- 2025: Dónde
- 2025: Nichts hittet mehr
- 2025: Maske weg
- 2025: Mein Blut
- 2025: M.P.X.